# Abbaye de Saint-Clément de Casauria
L'abbaye de Saint-Clément de Casauria est une ancienne abbaye bénédictine, située en Italie, dans la commune de Castiglione a Casauria (Abruzzes, province de Pescara).

## Histoire

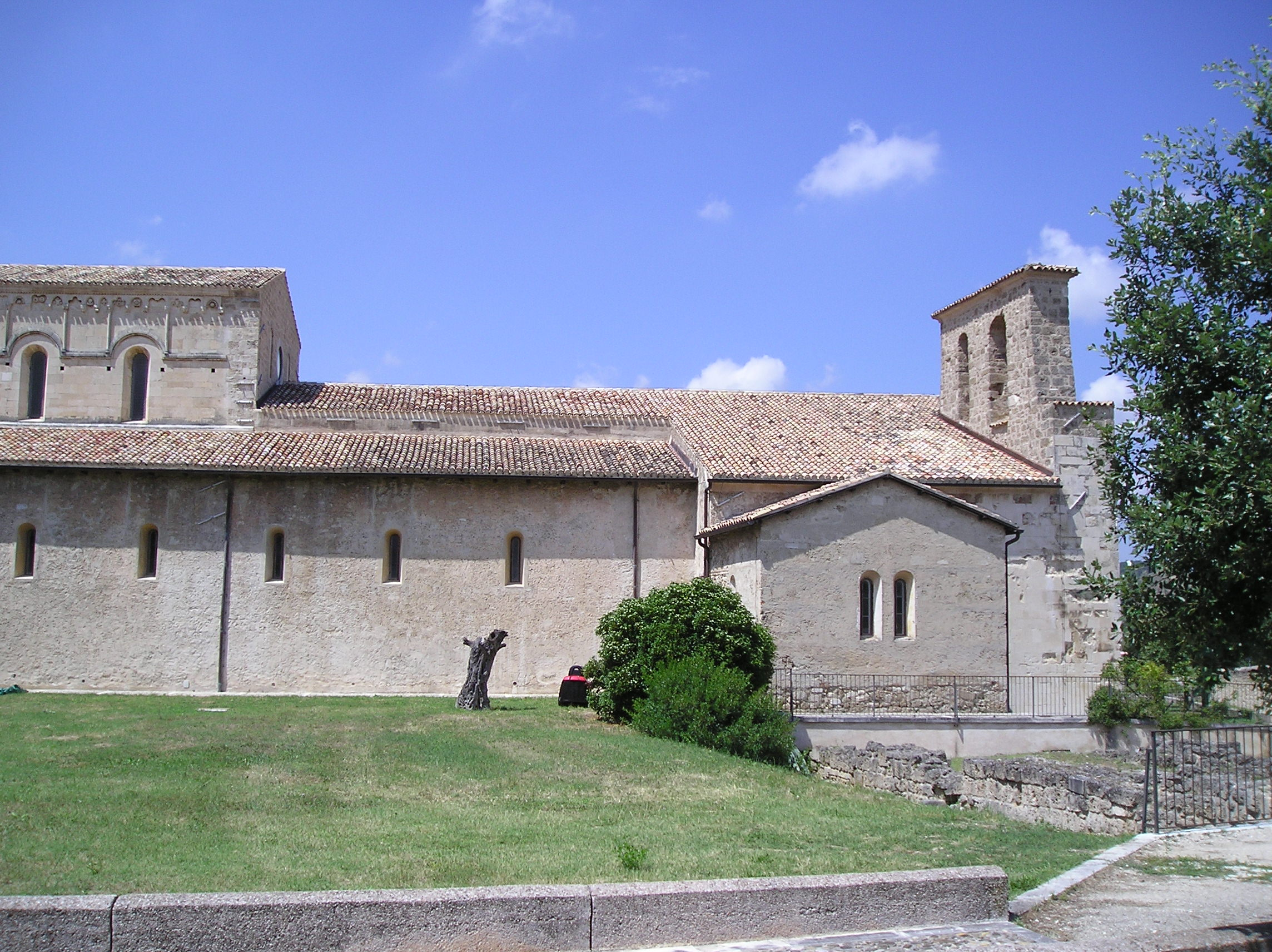
Vue du côté

L'abbaye a été construite par l'empereur Louis II, arrière-petit-fils de Charlemagne, en 871 en raison d'un vœu fait pendant sa captivité dans le duché de Bénévent. Initialement dédiée à la Sainte Trinité, elle fut ensuite dédiée à Saint Clément lorsque, en 872, ses reliques y furent transférées.

Elle a été soumise, au cours des siècles suivants, à de nombreux pillages : par les Sarrasins en 920 et, en 1076, elle a été détruite par Hugues Malmozzetto, comte normand de Manoppello,. L'abbé bénédictin Grimoald, qui en 1098 obtint la protection pontificale du Pape Urbain II, recevant le premier la crosse pastorale qui remplaçait le sceptre impérial en tant qu'insigne politique de l'Abbaye, entreprit la reconstruction de l'église, qui fut solennellement reconsacrée en 1105.

### Fondation
Selon le Chronicon Casauriense, une chronique de l'abbaye rédigée par le moine Jean, l'abbaye fut fondée par l'empereur Louis II comme un ex-voto, échappé à la captivité grâce à l'intercession du pape Adrien II. Les expéditions de l'empereur contre les Byzantins et les Sarrasins qui infestaient la Val Pescara et la vallée Peligna échouèrent, jusqu'à la descente ultérieure de Otton Ier du Saint-Empire. Le prince Adalgis de Bénévent complota contre Louis, mais une fois libéré de sa captivité, l'empereur, sur une île située sur la rivière Pescara, à hauteur de Castiglione della Pescara (aujourd'hui Castiglione a Casauria) érigea l'abbaye, près d'une chapelle préexistante dédiée à Saint Quirique, près de cette rivière qui, depuis le VIe siècle, marquait la division entre le duché de Spolète et celui de Bénévent.

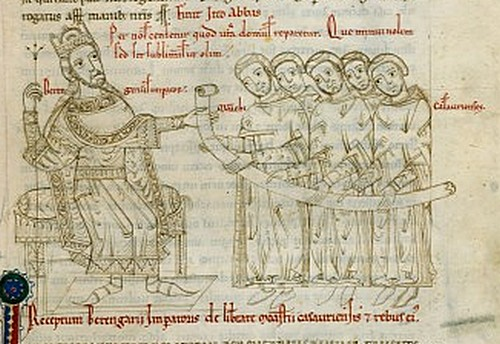
Dessin tiré du Chronicon Casauriense, le roi Bérenger des Francs et les moines de Casauria

Le cénobite, consacré à la Règle bénédictine, en 872 prit le nom de Clément I Pape, dont les reliques furent transférées de Rome au monastère pour plus de sécurité, comme le montre le relief de l'architrave du portail, qui représente la légende de la translation des reliques. Le premier abbé selon le Chronicon est Romano, qui administra sagement les biens, l'abbaye obtint le droit d'élire l'abbé, de juridiction administrative sur le territoire, créant une poche féodale autonome, indépendante des possessions historiques de l'abbaye de Farfa, de l'abbaye du Mont-Cassin et de l'abbaye Saint-Vincent du Volturne, amenant l'abbaye à posséder 12 moggi, une terre du diocèse de Penne.

### Du déclin normand à une nouvelle splendeur
En 911, l'abbé Lupo augmenta les biens territoriaux jusqu'à atteindre la côte de la mer Adriatique, le massif de la Majella et les rivières Pescara et Trigno.
L'organisation abbatiale subit un coup d'arrêt en 916 avec la dispersion des moines, lorsque les Sarrasins arrivèrent et pillèrent la vallée, si bien que lorsque les moines revinrent, ils durent reconstruire avec l'abbé Alparo. En raison des dettes contractées, certaines terres furent vendues, jusqu'à ce qu'en 970, le monastère recommence à fonctionner. En 1025, l'abbaye montrait à nouveau des signes de déclin, mais l'abbé Guido réussit à relancer les travaux de restauration.

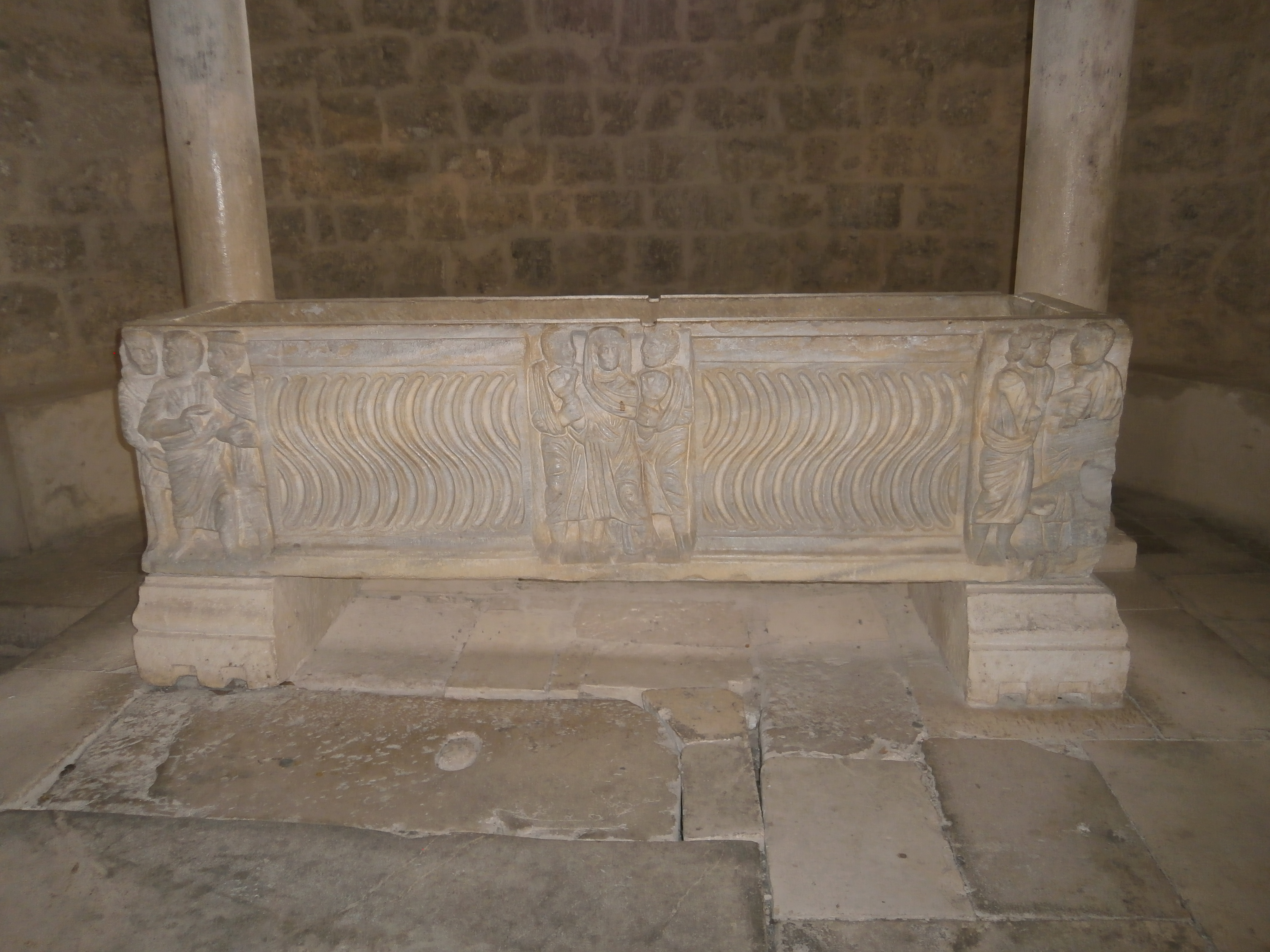
Sarcophage du Ve siècle avec les reliefs du Christ et des saints Pierre et Paul

En 1013, l'abbé de Casauria s'allia avec Tresidio de Bucchianico, un puissant aristocrate de la région qui avait fondé un grand système de fortifications, y compris les castra de Abbateggio, Salle, Luco et Pizzerico. Ensemble, ils fondèrent le château de Bolognano.
En 1047, l'abbé Domenico obtint de Henri Ier de France un diplôme confirmant les biens, bien que pour la protection des biens, les moines s'adressaient souvent au pape. Les calamités arrivèrent lorsqu'en 1076 le Comte de Manoppello Hugues Malmozzetto, allié de Robert Guiscard, mena des raids dans la vallée de la Pescara, avec Godefroi de Hauteville et Robert de Loritello, indifférent aux menaces d'excommunication du pape Grégoire VII, occupant l'abbaye de San Clemente a Casauria, et contraignant l'abbé Trasmondo à reconnaître son pouvoir et l'un de ses adeptes comme nouveau abbé. Pendant deux décennies, jusqu'en 1097, l'abbaye subit humiliations et spoliations, et lorsque Malmozzetto mourut dans la bataille de Prezza près de Sulmona en 1097, l'abbaye commença lentement à revenir à la prospérité. En 1097, l'abbé Grimoald rencontra en effet pape Urbain II, venu à Chieti pour rassembler des troupes pour la Première Croisade, et lors de la discussion, il réussit à obtenir l'anneau et la crosse.
Grimoald fut un abbé très actif pour la relance pastorale de l'abbaye et la reconstitution du patrimoine foncier et mobilier : au début du XIIe siècle, sous son gouvernement, comme le raconte le Chronicon, le corps de Saint Clément pape et martyr fut récupéré et replacé à l'intérieur de l'autel majeur, avec l'institution officielle de la fête de son invention ; il fit construire sur le côté nord du monastère le palais abbatial, le faisant richement décorer avec des peintures inspirées de l'Ancien Testament, et une série de chambres du trésor pour garder les trésors de l'abbaye ; il fit réaliser une croix en argent pesant 15 livres et la fit suspendre sur le côté gauche du chœur de l'église, pour qu'elle soit vénérée par les fidèles pendant la Semaine Sainte en mémoire perpétuelle de la Passion du Christ ; il fit réaliser un calice en or pur pesant une livre pour la célébration eucharistique lors des principales fêtes du calendrier chrétien ; il acheta un missel avec une couverture extérieure en argent pour les célébrations dominicales et festives.
La reconstruction selon l'aspect actuel, largement visible dans la façade, commença par la suite, lorsque Grimoald fut remplacé en 1110 par Gisone, qui construisit l'hôpital, et en 1156 par Leonate, qui construisit le clocher et lança les travaux généraux de rénovation romane.

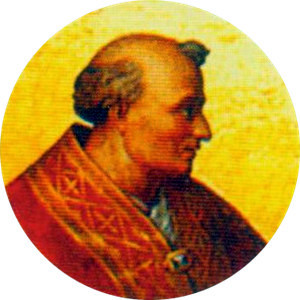
Pape Victor III, abbé Desiderius de Montecassino, qui inspira la rénovation romane de Casauria

L'élection de Leonate fut contestée par le roi Roger II de Sicile et par les comtes de Manoppello, qui commencèrent à confisquer des terres ; d'autre part, le pape Adrien IV, qui consacra Leonate, protégea l'abbaye, risquant une guerre, jusqu'à ce qu'un accord soit trouvé pour les frontières avec le Comté de Manoppello. Après avoir accumulé un trésor, l'abbaye put, avec Leonate, lancer les chantiers de rénovation voulus par l'abbaye du Mont-Cassin à la demande de l'abbé Desiderius (pape Victor III), et à partir de 1176, elle commença les travaux de reconstruction, qui se terminèrent en 1182.

### Du déclin à aujourd'hui

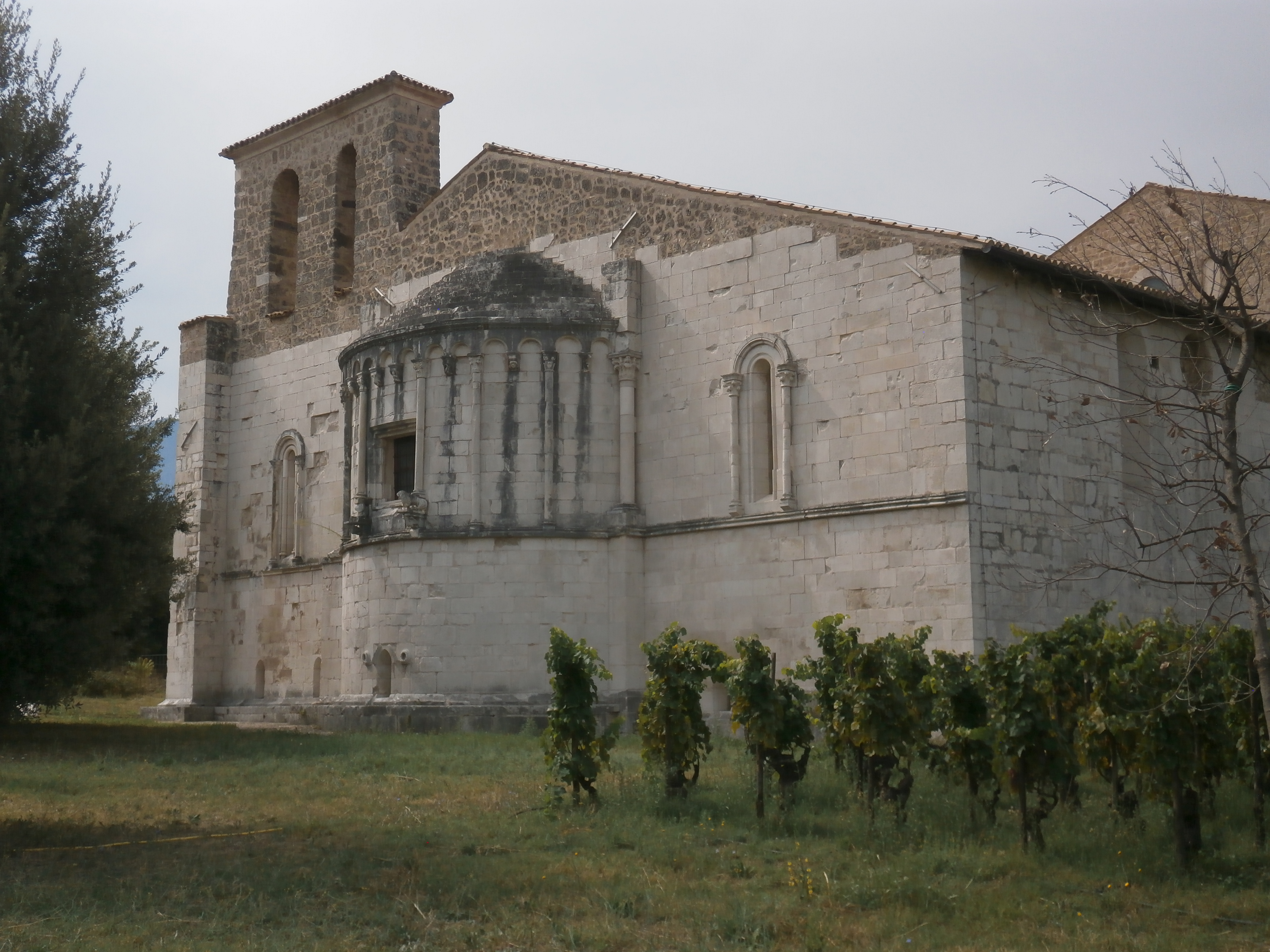
Abside et clocher

L'œuvre de Leonate représente le point culminant de l'abbaye, car, au début du XIIIe siècle, avec la fondation des monastères cisterciens dans la vallée de la Pescara, comme l'abbaye de Casanova et l'abbaye Santa Maria Arabona, le pouvoir bénédictin sur place commença progressivement à être supplanté. L'abbaye devint un "commenda" (bénéfice ecclésiastique) de Santa Maria Arabona et de Casanova, et au XIVe siècle, les possessions, qui s'étendaient autrefois au-delà des frontières de l'Abruzzo, se réduisirent à l'insula de Casauria, Alanno, Castello Valignano et Castelvecchio Monacisco. En 1349, elle fut endommagée par le tremblement de terre de L'Aquila, qui brisa la colonne du cierge pascal, et en 1456, un autre tremblement de terre à Sulmona secoua l'abbaye, causant d'importants dégâts. L'abbaye fut reconstruite grâce aux dons de la famille De Sangro. Cependant, d'autres dommages suivirent avec les tremblements de terre de 1703 et de 1706. La période de prospérité était cependant révolue. En 1726, l'historien Ludovico Antonio Muratori trouva le siège désert, les revenus dissipés et gérés par les abbés pour leur intérêt personnel. En 1775, l'abbaye devint un patronage royal sous la volonté de Don Francesco Caracciolo, duc de Castel di Sangro, qui en devint l'abbé. En 1799, les troupes françaises du commandant Rusha s'y installèrent, dépouillant l'abbaye, volant le bras en argent contenant les reliques de Saint Clément I, et brûlant la statue. En 1850, elle fut transférée au diocèse de Diano, près de Salerne.
En 1859, par décret royal bourbonien, l'abbaye fut confiée aux moines franciscains, mais en 1865, ils furent expulsés par les lois piémontaises. En 1869, l'ancien monastère fut cédé à la commune de Castiglione a Casauria, devenant un entrepôt, tombant rapidement en ruine totale, de sorte qu'aujourd'hui, il est en partie conservé, tandis que d'autres portions ont disparu. Piero Luigi Calore, historien local, s'est occupé de sensibiliser les administrations au prestigieux monument, en vertu de la redécouverte de l'antique qui avait lieu à cette époque, mais sans réponses positives, de sorte que le monastère est resté de plus en plus délabré, comme en témoignent certains écrits de Gabriele D'Annunzio. En 1894, il y eut des travaux de réparation, avec l'intérêt d'érudits nationaux de l'architecture abruzzaise tels que Carlo Ignazio Gavini et Vincenzo Bindi. La restauration de 1919 a restauré ce qui restait de l'ancien monastère et des murs du cloître. Sauvé des incursions aériennes et des usurpations allemandes pendant la Seconde Guerre mondiale, l'abbaye est devenue de plus en plus connue, y compris parmi les Abruzzais, devenant bientôt un point de référence pour la revalorisation artistique locale, et un point central pour l'histoire de l'architecture romane en Abruzzo.
Endommagée lors du séisme aquilano du 6 avril 2009, l'abbaye a été soumise à des travaux de restauration, terminés le 8 avril 2011 avec la réouverture de la structure.

## L'abbaye

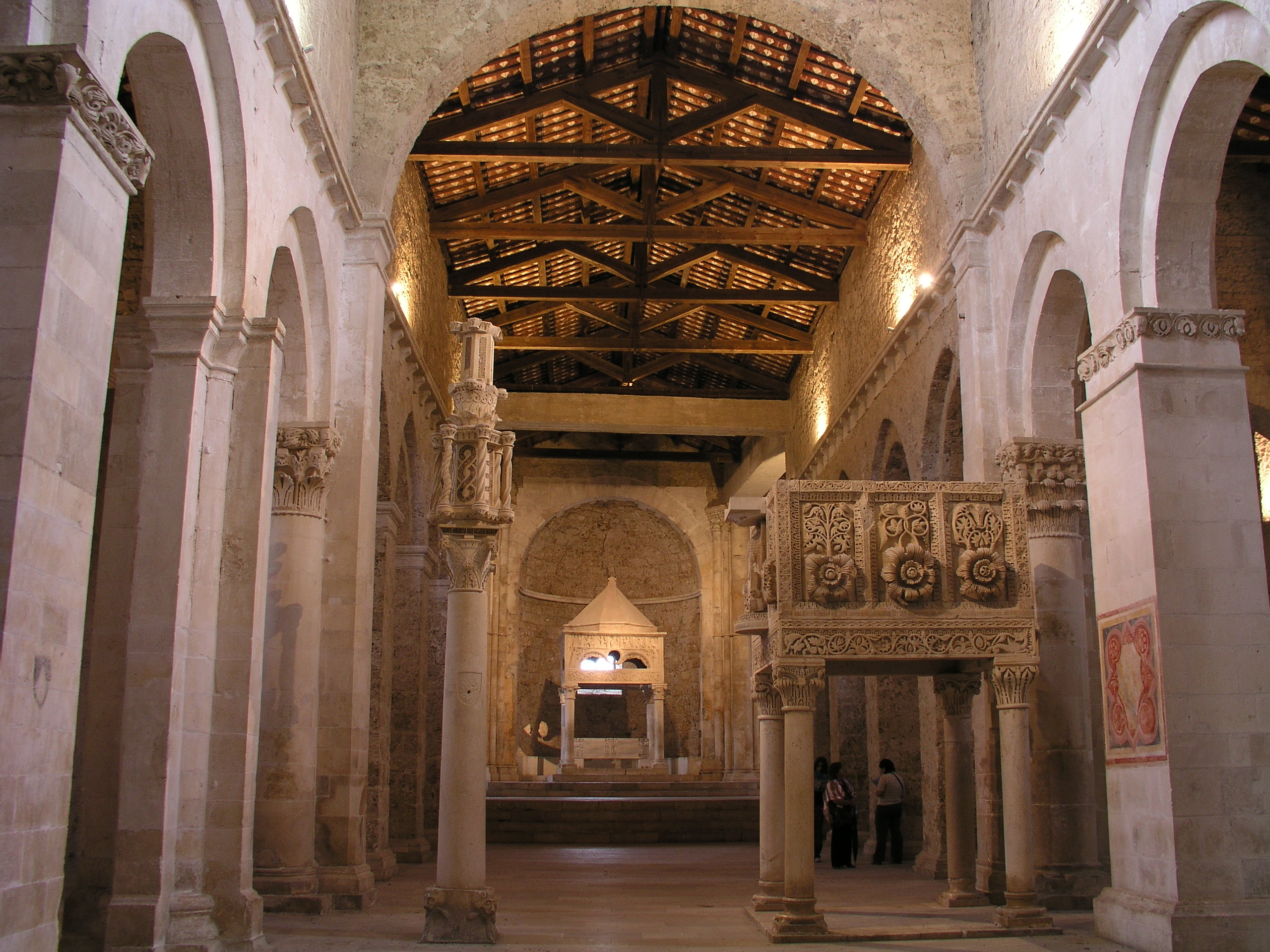
L'intérieur de l'abbaye

L'abbaye est l'un des monuments les plus importants des Abruzzes, qui, encore aujourd'hui, avec ses précieuses formes romano-gothiques, témoigne du pouvoir économique et politique d'autrefois. L'architecture, telle qu'elle se présente aujourd'hui, est le résultat de plusieurs interventions, qui se divisent en la façade romano-gothique de l'abbé Leonate, avec des interventions successives, surtout à cause des tremblements de terre de 1349 et de 1456, et la structure, elle aussi partiellement refaite à cause des séismes, datée du XVe siècle, puisque les tremblements de terre ont fait perdre à l'église les bras du transept, qui lui donnaient l'aspect d'une croix latine.

### Extérieur
L'abbé Leonate en 1176, avec les sommes importantes obtenues grâce aux donations des pèlerins en route vers Monte Sant'Angelo, a pu lancer les travaux du portique de la façade. L'objectif réussi était de créer une entrée triomphale, qui auparavant, comme le montrent les bases de colonnes cylindriques, était précédée par un narthex beaucoup plus grand, détruit par la suite. L'entrée triomphale devait être une démonstration de l'histoire et de la puissance du monastère. Le portique fut réalisé avec trois arcs et trois portes d'accès, surmonté par un oratoire dédié à saint Michel, à la Sainte Croix et à saint Thomas Becket, pour lequel il existe une église à Caramanico Terme, illuminée par quatre baies géminées, installées en 1448, et ouvert en contre-façade vers la nef, à travers trois arcades ogivales : un choix architectural voulu par les canons français, dans les églises reliées à différents niveaux à la Terre Sainte et au mouvement croisé. Certains reliefs de Casauria (les quatre rois du portail principal, les chapiteaux avec galerie de figures) rappellent le gothique archaïque des sculptures de Chartres, Amiens et Vézelay, et les similitudes avec la décoration du monastère syrien de Qul'at Sima'an ne sont pas non plus fortuites.

#### Le portail historié
Il s'agit d'éléments filtrés de l'Orient à travers la France, en raison des croisades, l'utilisation du portique d'arcs en plein cintre et d'arcs brisés pour les arcs extérieurs, également tirée du projet désidérien de Montecassino, reflète l'indifférence avec laquelle les deux formes, ligne de démarcation entre le roman et le gothique, sont utilisées non seulement en Italie, mais aussi en France, et dans les constructions cisterciennes du début du XIIIe siècle. L'abbé Leonate, avec la décoration sculpturale des trois portails et de la façade du portique, semble vouloir réaffirmer les privilèges obtenus du pouvoir impérial et papal. En effet, dans le tympan du portail principal, en plein cintre, il y a la sphère religieuse avec au centre saint Clément pape, à gauche les disciples Cornelius et Efebus, et à droite l'abbé Leonate qui montre la maquette de l'abbaye ; dans les angles résiduels se trouvent une tige se terminant par une rose et un aigle qui s'empare d'un lièvre, symbole de l'évolution de la vie humaine, et le but en Christ, fermés en bas par deux petites roses très semblables à celles qui se retrouvent sur les panneaux de l'ambon.
Dans l'architrave, dans le récit des événements de la fondation de l'abbaye, à côté du pouvoir religieux, apparaît le pouvoir impérial. La lecture se fait de gauche à droite, puis de droite à gauche, de sorte que la succession n'est pas chronologique, mais purement chrétienne et cyclique. Au début, il y a le panneau de la Donation des ossements de saint Clément par Adrien à Louis II - Transport des reliques dans la vallée de Pescara - Abbaye de San Clemente (centre). Le long des montants, on évoque encore le pouvoir civil, avec la représentation de quatre rois, peut-être de souche carolingienne : Ugo, Lothaire, Lambert et Bérenger, qui, grâce aux bienfaits accordés à l'abbaye, l'ont agrandie. Sur les chapiteaux sont représentés à gauche des monstres des bestiaires médiévaux, symbolisant le mal du monde, à droite la religion du Bien et de la Vertu, représentée par une figure chevauchant un animal ; puis encore des monstres et des démons inclus dans des volutes qui ornent le portique, puis une parole du Christ, représentée par le Tétramorphe, avec les symboles placés sur les demi-colonnes, qui rythment les ouvertures des arcs. Dans les tympans en plein cintre des portails latéraux sont sculptés la Vierge à l'Enfant (à droite), Saint Michel (à gauche).
Les travaux sur le portique et le long des nefs de l'église se poursuivirent même après 1182. Le successeur de Leonate, Joël, s'inspira du style fédéricien des Pouilles, comme le démontrent les sculptures du portique et les nervures des voûtes. Les baies géminées au sommet de la corniche sont disposées de manière non homogène, deux ont des arcs brisés, les autres non, et même les colonnettes semblent être des éléments de réemploi.

#### Le portique
Le portique est réalisé avec une succession de travées voûtées en croisée d'ogives avec de profondes nervures et des nervures prismatiques, rappelant les cathédrales de Saint Trophime et Autun, et de Saint Philibert à Dijon, il est donc de style bourguignon clair. Le clocher est perdu en 1703, il ne reste que la base de la construction en blocs de tuf et qui possédait une voûte en berceau, comme semble le montrer les courbures dans la partie supérieure du mur. Dans diverses représentations de l'abbaye dans le Chronicon, on voit clairement une tour, utilisée à la fois pour les cloches et à des fins défensives, érigée par l'abbé Oldrio entre 1146-52, haute de 11 pas. Endommagée en 1349, elle s'est effondrée définitivement faute de réparations, et aujourd'hui le clocher de l'église est un modeste bâtiment à l'arrière, à côté de l'abside, avec un clocher-mur et deux arches.

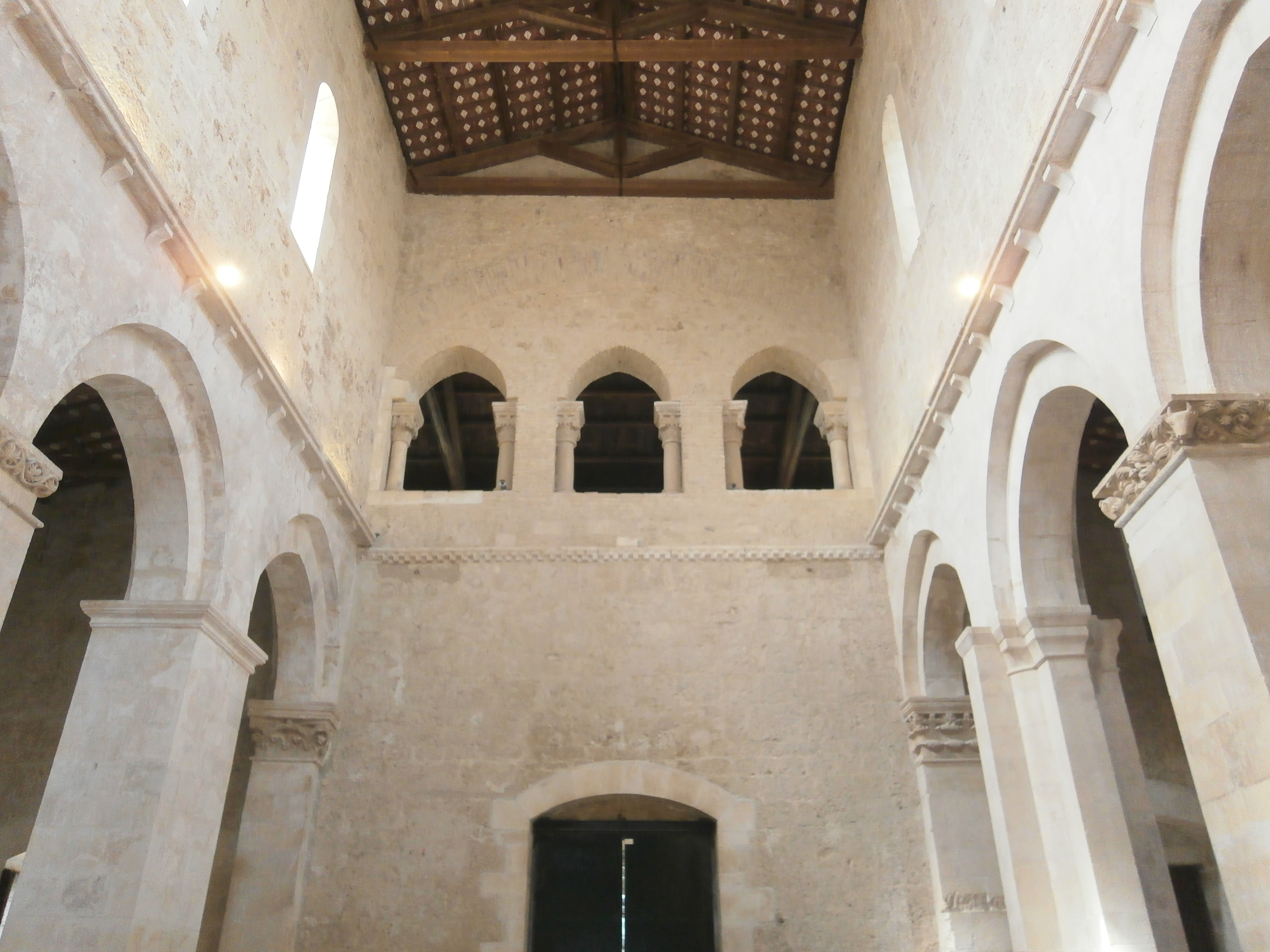
Intérieur et oratoire de Saint-Michel

### Intérieur
Les travaux d'aménagement intérieur se poursuivirent jusqu'en 1349, tandis qu'au XIIIe siècle furent réalisées les trois nefs, le presbytère surélevé pour l'accès à la crypte, les absides semi-circulaires, le mur extérieur avec une succession de baies simples. Le long du périmètre extérieur, le corps de la nef centrale est orné d'une décoration en arcades suspendues, en plein cintre, bilobées et trilobées, reposant sur des corbeaux ou de fines colonnettes, qui se terminent par une corniche simple moulurée. Le long de l'abside et du transept, la riche décoration des corbeaux et des chapiteaux montre une dérivation déjà cistercienne, à travers la médiation fédéricienne. La répartition des surfaces avec des corniches en arcades et des colonnettes, que l'on retrouve à San Clemente, caractérise la décoration réalisée à ce moment même dans d'autres églises des Abruzzes, comme la proche église de Santa Maria Arabona, San Pietro d'Alba Fucens ou San Giovanni in Venere. Des panneaux, divisés en panneaux par une corniche à palmettes, émergent de grands rosaces, éléments typiques du "période fleuri" de la sculpture romane des Abruzzes, d'où se développent des vrilles portant des fleurs et des fruits, ainsi que des images sacrées.

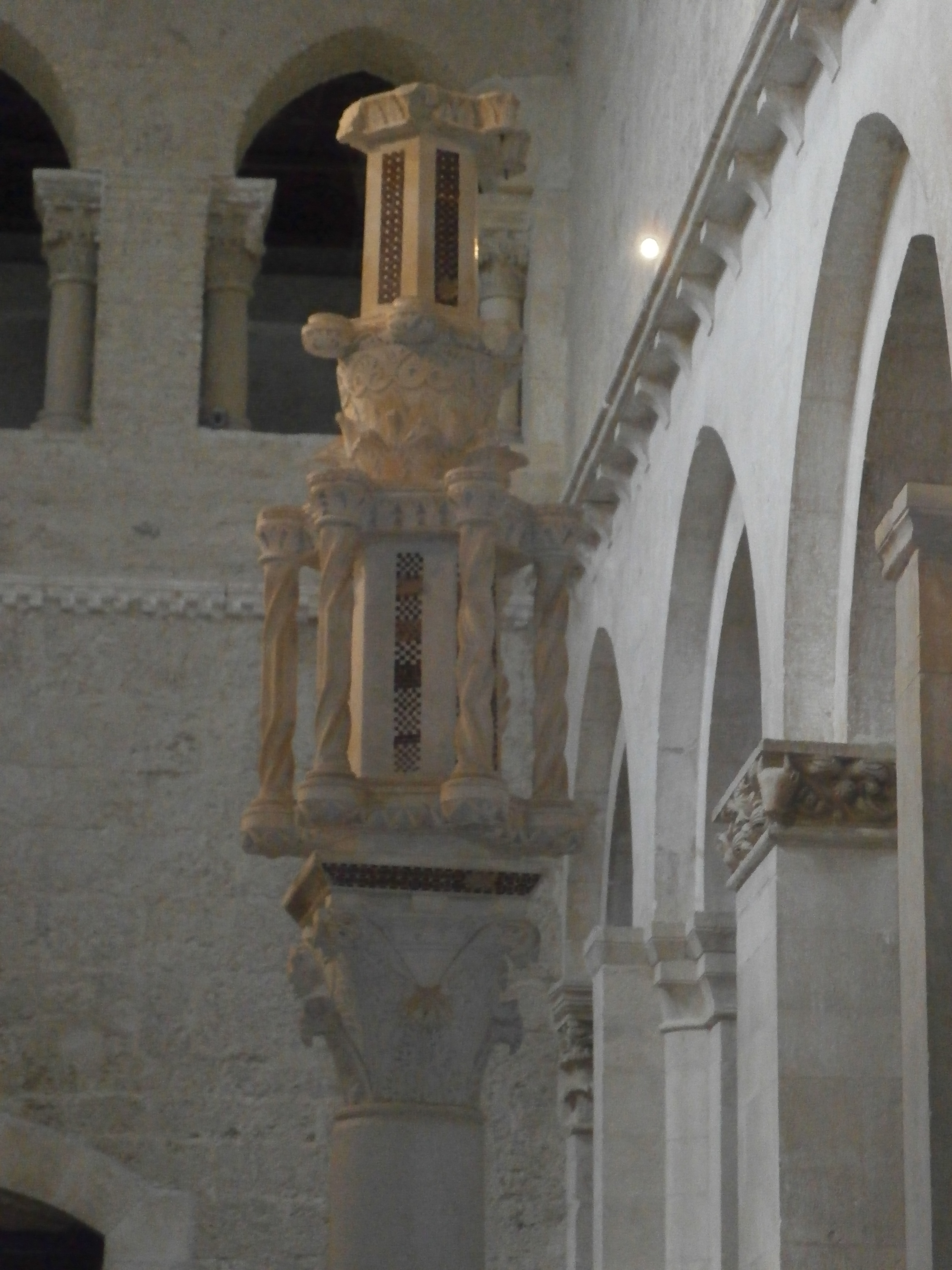
Cierge pascal

La répartition, comme mentionné, est en trois nefs avec des arcs en plein cintre, légèrement brisés, inclus entre des piliers quadrangulaires avec chapiteaux et impostes décorés en relief. Le plafond, à l'origine en pierre et plusieurs fois grossièrement refait, a été restauré en réutilisant le modèle en charpente en bois.
Voici la traduction en français:

#### Ambon et ciborium

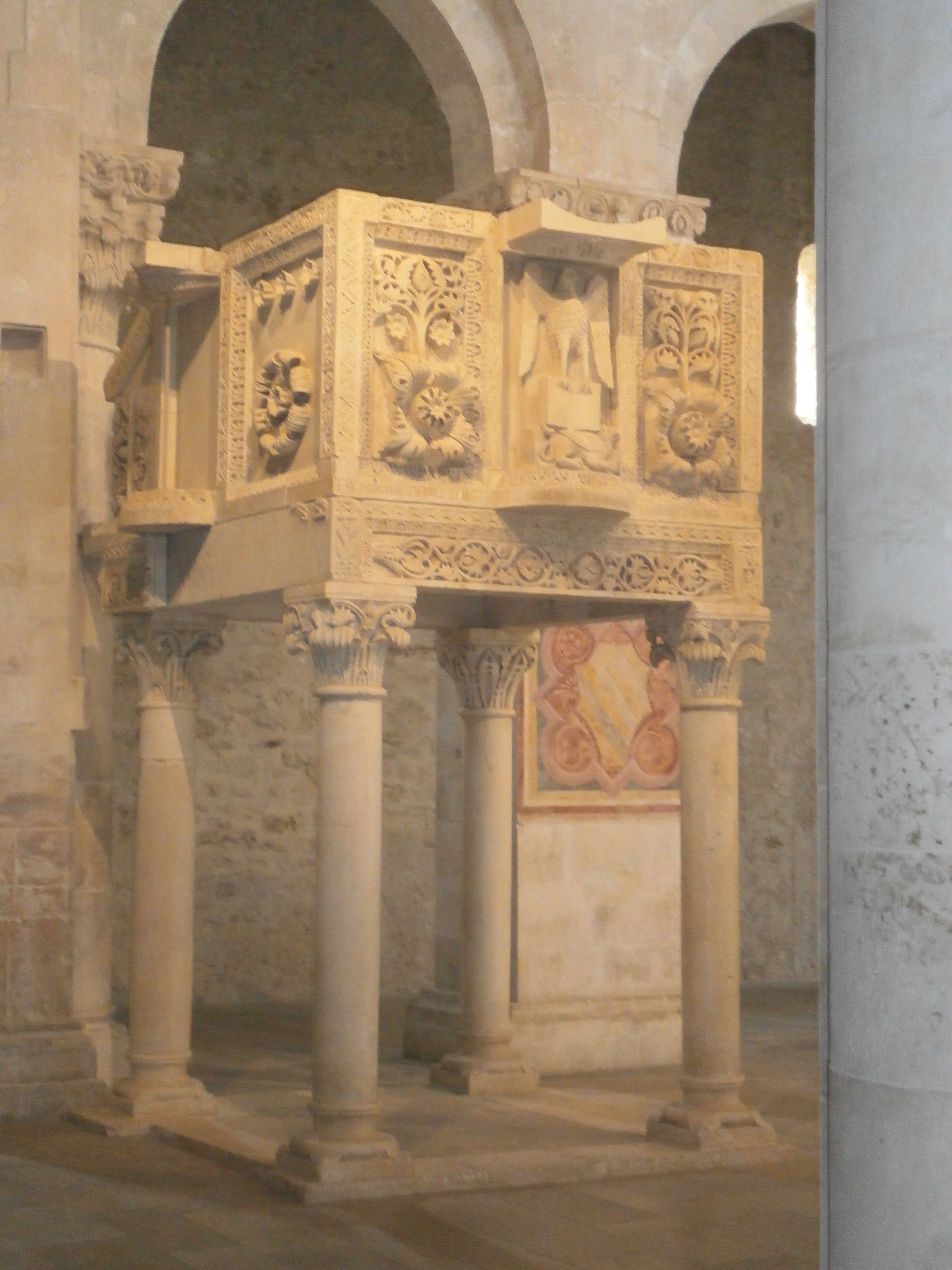
Ambon du frère Giacomo

Les reliefs du pupitre principal, représentant un aigle et un lion soutenant chacun un livre avec leurs griffes et leurs pattes, semblent avoir été réalisés par un artiste moins expérimenté. Ces figures illustrent le Tétramorphe des Évangélistes, avec leurs Évangiles respectifs : Jean et Marc. Un autre pupitre, aujourd'hui perdu, devait représenter les symboles des deux autres Évangélistes. Entre l'architrave et les plutei est gravé le nom d'un certain frère Giacomo, qui pourrait être l'auteur ou le commanditaire de l'œuvre. Cela indique que cette œuvre est d'une importance mineure par rapport aux grands ambons de l'atelier de Guardiagrele, réalisés par les maîtres Nicodemo, Roberto et Ruggero, qui ont créé des œuvres pour les principales abbayes et basiliques des Abruzzes, telles que Santa Maria in Valle Porclaneta, San Pelino di Valva, San Liberatore alla Maiella, San Paolo di Peltuino et Santa Maria del Lago à Moscufo. Ces œuvres se distinguent par la caractéristique des pupitres ornés de grandes fleurs dans les plutei.
Le ciborium de l'autel, datant du milieu du XVe siècle, a une forme carrée avec des angles trilobés reposant sur quatre colonnes, et est allégé en haut par une terminaison pyramidale. Une inscription gravée sur le socle rappelle la présence dans l'église des reliques des saints Pierre et Paul, en plus de celles de saint Clément. Sur le fronton du ciborium se trouvent les symboles des Évangélistes, deux anges au centre, et la Vierge à l'Enfant, l'Ange Gabriel, et la Vierge Annoncée sont sculptés sur les côtés de l'arche, dont la terminaison trilobée est ornée de motifs végétaux. À droite, deux anges soutiennent un écu héraldique ; au dos, les Histoires de la fondation de l'abbaye sont représentées, déjà sculptées sur l'architrave du portail principal. Enfin, sur la façade arrière, se trouve un relief symbolisant le Péché charnel et spirituel, une sculpture tardive refaite au début du XXe siècle.

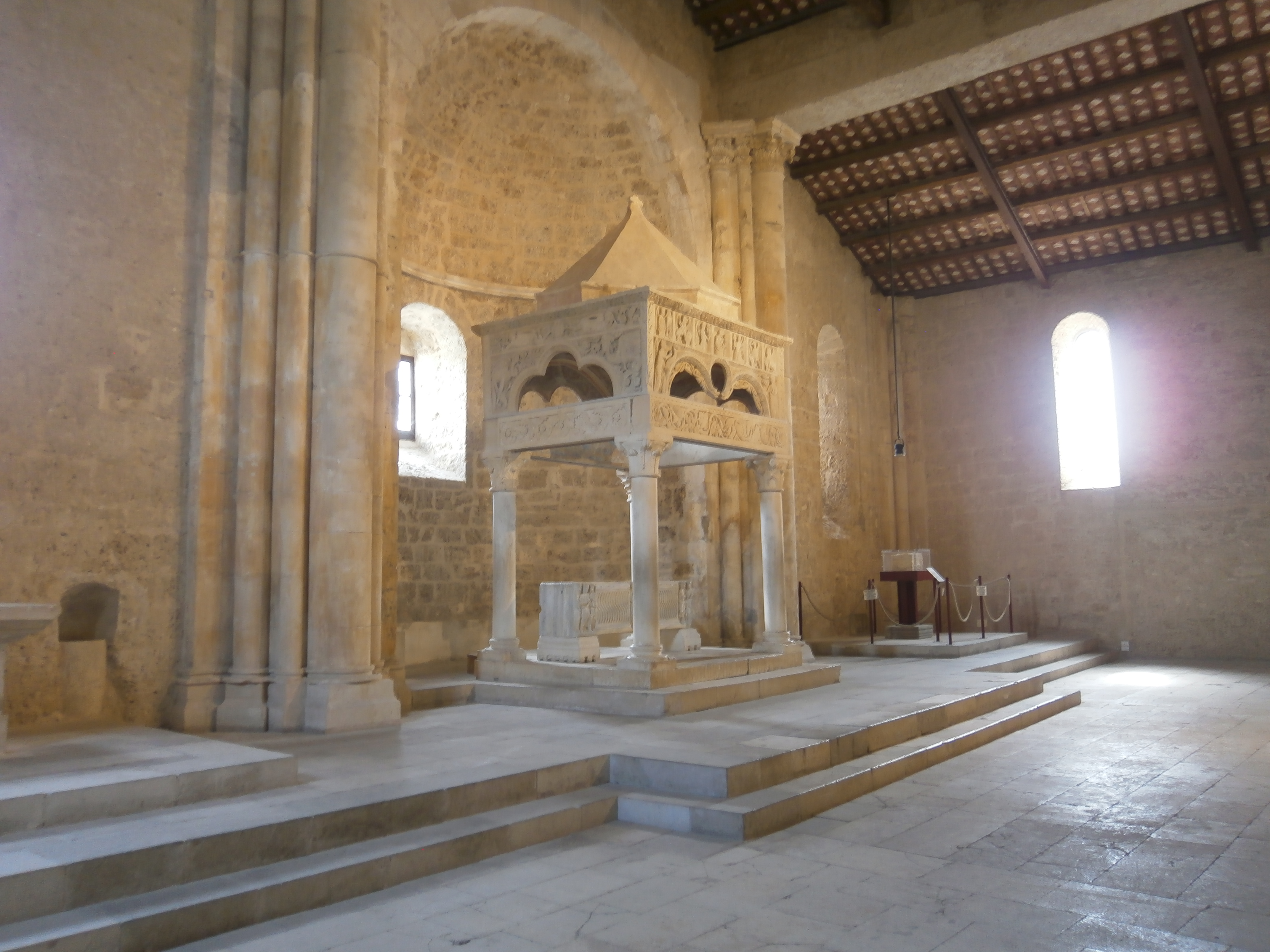
Ciborium de l'autel

L'architrave est décorée de motifs végétaux différents sur chaque côté. Un sarcophage monumental de l'époque paléochrétienne, du IVe siècle, avec des reliefs de Saint Pierre parmi les gardes à gauche, Le Christ entre Saint Pierre et Saint Paul au centre, et Saint Pierre reniant le Christ à droite, sert d'autel. Le chandelier pascal est composé d'éléments de différentes époques, endommagés par des tremblements de terre. Le support est une colonne du Ve siècle, la colonne principale date du XVe siècle, remplaçant celle détruite en 1349, tandis que le chapiteau et la terminaison en édicule datent du XIIIe siècle. Des insertions en mosaïque enrichissent la pierre, lui donnant un caractère cosmatesque.
À l'extérieur, il est possible d'admirer la porte centrale originale en bronze, avec des panneaux représentant les châteaux des Abruzzes, qui n'étaient pas détenus par l'abbaye. Cette porte est traditionnellement attribuée à l'arrivée de Charlemagne en Italie, en référence à la chapelle palatine d'Aix-la-Chapelle.
La porte fut réalisée entre 1182-89, comme le confirment les figures de l'abbé Joël et de Guillaume II, représenté sur son lit de mort, figurant à côté de Saint Clément et de l'empereur Louis II sur la première rangée de panneaux. Le réseau de 72 panneaux, bien que tous ne soient pas d'origine en raison des spoliations, symbolise, comme mentionné, les blasons des châteaux possédés, avec une légende en bas. En plus des blasons, divers ornements floraux et végétaux, d'origine islamique évidente, ornent la porte, ainsi que des protomés utilisés comme heurtoir. Cette porte a également dû être inspirée par celle de Montecassino, sous l'abbatiat d'Odérisi II (1123-26).

#### Crypte

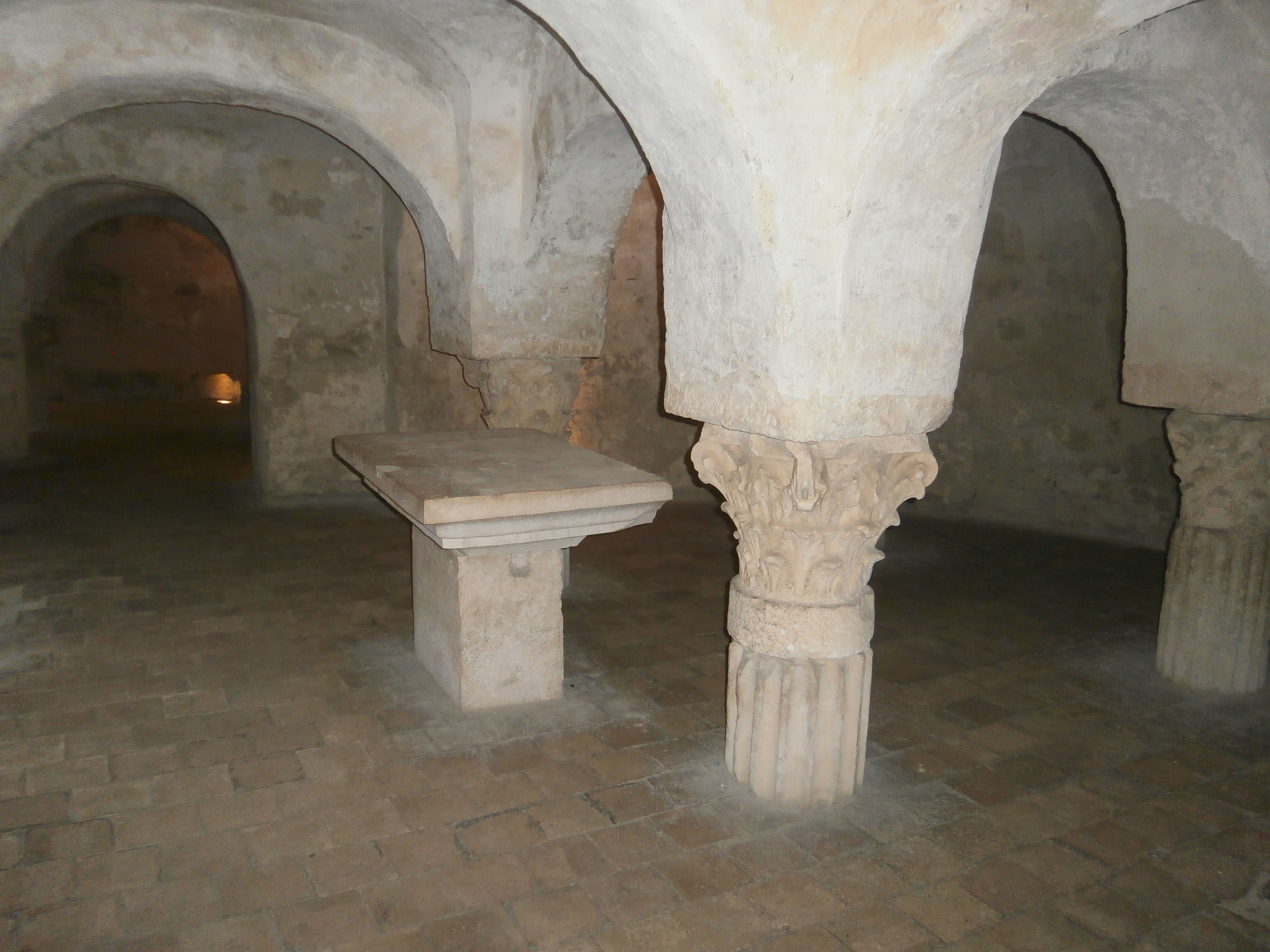
La crypte

La crypte est accessible depuis le presbytère et constitue la partie la plus ancienne du monastère, utilisée pour la garde des saints et des abbés. Cet espace de plan central est divisé en neuf petites nefs longitudinales et deux transversales, avec des travées voûtées en croisée d'ogives. Des matériaux de remploi, provenant de bâtiments romains situés à proximité, ont été utilisés pour sa construction, l'abbaye ayant été édifiée près du pagus d'Interpromium, détruit par un séisme et utilisé pour couvrir la crypte de Saint Clément. Parmi les matériaux les plus anciens, on distingue quatre chapiteaux corinthiens dans la partie absidale, ainsi qu'une colonne militaire portant une inscription mentionnant les empereurs Valentinien Ier, Valens et Gratien pour la restauration de la via Claudia Nova, commencée en 360-63 apr. J.-C. La crypte comprenait trois autels, bien qu'il n'en reste aujourd'hui qu'un, l'autel central. Sur la gauche, une partie de l'enduit est encore peinte en rouge et vert, avec des motifs linéaires. La présence des deux enceintes absidales, séparées par un espace intermédiaire, a suscité des débats parmi les chercheurs quant à la datation de la crypte.
Gavini la date du IXe siècle, rénovée par l'abbé Leonate, en raison des modifications évidentes et de la taille disproportionnée des formes par rapport à la taille de la crypte. La crypte devait à l'origine être plus grande, mais elle aurait été réduite par la suite, selon d'autres chercheurs, en raison de la présence non coordonnée des arcs ogivaux sur le mur droit.